# Silver City (Mississippi)
Silver City is een plaats (town) in de Amerikaanse staat Mississippi, en valt bestuurlijk gezien onder Humphreys County.

## Demografie
Bij de volkstelling in 2000 werd het aantal inwoners vastgesteld op 337.
In 2006 is het aantal inwoners door het United States Census Bureau geschat op 311, een daling van 26 (-7.7%).

## Geografie
Volgens het United States Census Bureau beslaat de plaats een oppervlakte van
1,7 km², waarvan 1,6 km² land en 0,1 km² water. Silver City ligt op ongeveer 33 m boven zeeniveau.

## Plaatsen in de nabije omgeving
De onderstaande figuur toont nabijgelegen plaatsen in een straal van 28 km rond Silver City.

## Geboren
- Spencer Haywood (1949), basketballer